# Chanie
Chanie [ˈxaɲe] est un village polonais de la gmina de Nurzec-Stacja dans le powiat de Siemiatycze et dans la voïvodie de Podlachie. Il se situe à environ 4 kilomètres au nord-est de Nurzec-Stacja, à 20  kilomètres à l'est de Siemiatycze et à 71 kilomètres au sud de Białystok.
Selon le recenssement de la commune de 1921, ont habité dans le village 81 personnes, dont 2 étaient catholiques, 77 orthodoxes, et 7 judaïques. Parallèlement, 4 habitants ont déclaré avoir la nationalité polonaise, 77 la nationalité biélorusse. Dans le village, il y avait 17 bâtiments habitables.